# Paulo Marques (escritor)
Paulo Marques de Oliveira Filho, (Pelotas, 13 de outubro de 1857 - Rio de Janeiro, 30 de julho de 1884), foi um jornalista, romancista, teatrólogo e membro da Sociedade Fênix de Literatura do Rio de Janeiro.

## Biografia
Filho de Paulo Marques de Oliveira e Antonia Bernardina de Oliveira. Foi militar durante quatro anos, entre 1877 e 1880 como descrito numa carta particular, quando se supõe que teve contato com o Positivismo, tão em moda no meio militar de então.

Aparece na capa do número de julho de 1878, como um dos redatores da Revista da Sociedade Fênix Literária (Rio de Janeiro), em que conforme o site do CEDAP, na revista: 
Verifica-se muito da influência positivista entre os autores, sendo este tema recorrente. A Escola Militar é uma das referências de alguns autores como Tito Amaral e Lauro Sodré, e até mesmo a presença do exército na revista parece ser relevante, apesar de ser uma revista literária, podemos perceber isso pela própria influência positivista, disseminada na época nas escolas militares.
Essa ligação com a Escola Militar, também é citada no estudo crítico de Homero Campista sobre o romance de estreia de Paulo Marques de 1880:
Recebi o romance Os verdadeiros mistérios do Rio de Janeiro, que me foi enviado por seu autor, o inteligente acadêmico da Escola Militar, o Sr. Paulo Marques, para que eu realizasse uma apreciação crítica. (A Discussão, 6 de dezembro de 1881, p. 2).
Do romance Os verdadeiros mistérios do Rio de Janeiro, o crítico carioca acrescenta que: 
A par de defeitos, uns graves, ligeiros outros, há no primeiro volume do romance do Sr. Paulo Marques, verdadeiras belezas artísticas. (...) O escritor algumas vezes toma por si a palavra, para defender ou atacar teorias. Faz brilhante e eloquentemente. (...) O seu primeiro romance é indício de que pode vir a ser excelente escritor. É o que sinceramente lhe deseja quem pede-lhe vênia para inscrever-se no número dos admiradores de seu talento. (A Discussão, 6 de dezembro de 1881, p. 2).
Além de poesias esparsas, escreveu os romances Alaísa e Verdadeiros mistérios do Rio de Janeiro, ambos em 1880, e o seu mais importante, Vênus ou o dinheiro, inicialmente publicado em folhetim no jornal Onze de Julho, de Pelotas e após em livro, com uma nota de Francisco de Paula Pires, necrológio de Albino Costa e juízo crítico sobre a escola realista.
Deixou inédito, confiado à Biblioteca Pública Pelotense, o romance A Canalha. Sua comédia chamada Por causa de um chapéu de sol foi encenada na mesma cidade em dezembro de 1881.
Foi redator da Tribuna Literária em 1882, colaborou no Arauto das Letras de Pelotas, e na Revista da Sociedade Fênix Literária e Tribuna do Comércio do Rio de Janeiro. É considerado o escritor mais representativo do naturalismo do chamado Grupo Pelotense. Leu e releu Zola, e movido por um estilo fervoroso, compôs o romance mais atrevido de quantos se publicaram no Rio Grande do Sul chamado Vênus ou o Dinheiro, dado à estampa pela primeira vez no jornal Onze de Julho, e em livro após a morte do autor, que se deu precocemente aos 27 anos no Rio de Janeiro, para onde se transferira.
Sacramento Blake faz menção ao seu romance, o qual teria deixado inédito, de nome A canalha.

## Obras
- 1880 - Alaísa, romance, Rio de Janeiro;
- 1880 - Verdadeiros Mistérios do Rio de Janeiro, romance, Rio de Janeiro;
- 1881 - Por causa de um chapéu de sol, teatro;
- 1885 - Vênus ou o Dinheiro, romance, Pelotas: Livraria Americana;
- 1885 - Necrológio de Albino Costa e juízo crítico sobre a escola realista, Typ. da Livraria Americana, Pelotas;